# Młynowo (Srokowo)
Młynowo (deutsch Mühlbach, 1928 bis 1945 Adlig Mühlbach) ist eine kleine Ortschaft in der polnischen Woiwodschaft Ermland-Masuren im Gebiet der Gmina Srokowo (Landgemeinde Drengfurth) im Powiat Kętrzyński (Kreis Rastenburg).

## Geographische Lage
Młynowo liegt am Westufer des Schülzer Sees (polnisch Jezioro Silec) in der nördlichen Mitte der Woiwodschaft Ermland-Masuren, 15 Kilometer nordöstlich der Kreisstadt Kętrzyn (deutsch Rastenburg).

## Geschichte
Der kleine Abbau Großmann genannte Ort war Eigentum des Bürgers Andreas Großmann und erhielt erst am 27. August 1821 den Namen „Mühlbach“. Der Gutsort wurde 1873 ein selbständiger Gutsbezirk und kam als solcher ein Jahr später zum neu errichteten Amtsbezirk Salzbach (polnisch Solanka) im ostpreußischen Kreis Rastenburg. 1885 waren in Mühlbach 134, 1905 noch 76 und 1910 bereits wieder 116 Einwohner registriert.
Am 30. September 1928 verlor Mühlbach seine Eigenständigkeit und wurde mit dem Namen „Adlig Mühlbach“ und zusammen mit dem Nachbarort Knipprode (polnisch Chojnica) in die Landgemeinde Salzbach (polnisch Solanka) eingegliedert.
Als 1945 in Kriegsfolge das gesamte südliche Ostpreußen an Polen überstellt wurde, war auch Adlig Mühlbach davon betroffen. Der Ort erhielt die polnische Namensform „Młynowo“ und ist heute ein „Przysiółek wsi Solanka“ (deutsch „Weiler des Dorfes Solanka“) innerhalb der Landgemeinde Srokowo (Drengfurth) im Powiat Kętrzyński (Kreis Rastenburg), bis 1998 der Woiwodschaft Olsztyn, seither der Woiwodschaft Ermland-Masuren zugehörig.

## Kirche
Bis 1945 war (Adlig) Mühlbach in die evangelische Pfarrkirche Drengfurth in der Kirchenprovinz Ostpreußen der Kirche der Altpreußischen Union sowie in die katholische Kirche St. Katharina in Rastenburg mit der Filialkapelle Drengfurth im damaligen Bistum Ermland eingepfarrt.
Heute gehört Młynowo zur katholischen Pfarrei Srokowo im jetzigen Erzbistum Ermland, außerdem zur evangelischen Kirche Srokowo, einer Filialkirche der Johanneskirche Kętrzyn in der Diözese Masuren der Evangelisch-Augsburgischen Kirche in Polen.

## Verkehr
Młynowo liegt östlich der Woiwodschaftsstraße 650 und ist von Lesieniec (Waldenthal) über Rybakowo (Schönthal) erreichbar. Eine Anbindung an den Bahnverkehr besteht nicht.